# Wangdu
Wangdu (chinesisch 望都县, Pinyin Wàngdū Xiàn) ist ein Kreis der bezirksfreien Stadt Baoding in der chinesischen Provinz Hebei. Er hat eine Fläche von 367 km² und zählt 250.014 Einwohner (Stand: Zensus 2010).
Das Grab mit den Wandgemälden im Dorf Suoyaocun (Suoyao cun bihua mu 所药村壁画墓) der Han-Gräber von Wangdu steht seit 2006 auf der Liste der Denkmäler der Volksrepublik China (6-225).